# Подія (фільм, 1974)
«Подія» (рос. «Происшествие») — радянський художній фільм 1974 року, знятий режисером Борисом Дуровим на ТО «Екран».

## Сюжет
Заключна частина трилогії: «Ось моє село» (1972), «Аварійне становище» (1973). В основі сюжету — робота шкільного «зеленого патруля», який допомагає ліснику лікувати поранене лосеня та шукати браконьєрів.

## У ролях
- Світлана Крючкова — Ніна Йосипівна, вчителька біології
- Ірина Мурзаєва — Тереза Іванівна, вчителька
- Олексій Чернов — Павло Павлович, вчитель
- Зоя Федорова — Глафіра
- Юрій Назаров — лісник Федір Іванович
- Валентина Телегіна — Анна Петрівна, «Шибаніха»
- Олександра Денисова — Мотрона Степанівна, «Репеїха»
- Володимир Піцек — браконьєр Василь Пронькин
- Віктор Авдюшко — фотомисливець
- Вадим Захарченко — Андрій, фотомисливець
- Г. Калігін — Коська, онук «Шибаніхи»
- Н. Талай — Галя
- Аркадій Лістаров — Михайло Іванович Дроздов, шофер вантажівки
- Є. Сохіна — Зоя, продавець в аптеці
- Дмитро Можаєв — Зябликов — піонер з «Зеленого патруля»
- Сергій Гавриленко — Сергій Баранов, піонер з «Зеленого патруля»
- Олександр Галанський — піонер з «Зеленого патруля»
- Олександр Міга — Івашкін, піонер з «Зеленого патруля»
- Алла Хафізова — Оля Тьолкіна, піонерка з «Зеленого патруля»
- Катерина Єфімова — піонерка з «Зеленого патруля»
- Сергій Ейбоженко — піонер з «Зеленого патруля»
- Ірина Григор'єва — Іра, піонерка з «Зеленого патруля»
- Андрій Харибін — Митька Лавриков
- Петро Черкашин — Вася Орєшкін

## Знімальна група
- Режисер — Борис Дуров
- Сценаристи — Юз Алешковський, Борис Дуров
- Оператор — Фаїна Анісімова
- Композитор — Євген Птичкін
- Художник — Петро Пророков